# Torsten Lennartsson (operasångare)
Torsten Vilhelm Lennartsson, född 7 november 1881 i Stockholm, död 31 oktober 1933 i Stockholm, var en svensk operasångare (tenor) och sångpedagog.

## Biografi
Lennartsson studerade sång för Oskar Lejdström och Gillis Bratt. Han debuterade som Nando vid Sverigepremiären av Låglandet och engagerades vid Kungliga Teatern 1908. Bland rollerna kan nämnas Almaviva i Barberaren i Sevilla, Rodolphe i Bohème, Lenskij i Eugen Onegin och Don Ottavio i Don Juan. Han gjorde även Nadir i Pärlfiskarna och Sjuisky i Boris Godunov vid Sverigepremiärerna 1909 respektive 1911. Under sina sista år vid Operan sökte han sig till mer komiska partier och gubbroller som Styx och Jupiter i Orfeus i underjorden och Spinelloccio i Gianni Schicchi. Lennartsson gjorde Mats far i Kronbruden vid Sverigepremiären 1922.
Han lämnade scenen 1924 för att arbeta som lärare vid Musikkonservatoriet. Bland eleverna kan nämnas Einar Andersson, Folke Andersson, Folke Cembræus och Sigurd Björling.
Lennartsson skivdebuterade 1906. Han gjorde över 150 skivinspelningar gjorda åren 1906–1930. De flesta spåren är romanser samt andliga och fosterländska sånger men han spelare även in ett fyrtiotal operanummer.
Han filmdebuterade 1923.
Han var gift med sångerskan Eva Nilsson och far till skådespelaren Lars Lennartsson och sångarna Eva-Lisa Lennartsson och Birgit Lennartsson samt morfar till skådespelaren Per Myrberg.

## Diskografi
- Famous Swedish opera singers: arias and scenes at the Royal Opera House in Stockholm . CD. Gala GL 333. 1996. – Innehåll: 1. Kärleksduett (Gounod, Barbier, Carré) (Ur: Faust (opera) Faust). Kungliga hovkapellet.
- Odeonkavalkaden 1906–1925. Del 2. LP. Odeon 7C 062-35940 M. 1983. – Innehåll:  17. Möt mig i drömmens rike (Friedman, Sundström)
- 18 royal Swedish tenors. Bluebell ABCD 080. 1999. – Innehåll: 17. Com'è gentil (Donizetti, Ruffini) (Ur: Don Pasquale).

## Filmografi
- 1932 – En rackarunge
- 1923 – Hemslavinnor
- 1923 – Anna-Clara och hennes bröder